# Leucopenie
Leucopenia (din limba greacă:  λευκός (leukos), înseamnă „alb” și  πενία (penia), înseamnă „deficiență”) este o scădere a numărului de leucocite. Găsite în sânge, acestea sunt celule albe și reprezintă mecanismul  principal de apărare a organismului împotriva infecțiilor. Astfel, leucopenie crește riscul de infecție al indivizilor. 
Neutropenia, un subtip de leucopenie, se referă la o scădere a numărului de granulocite neutrofile, cele mai abundente celule albe din sânge. Termenii de leucopenie și neutropenie sunt ocazional interschimbabili, deoarece neutrofilele reprezintă cel mai important indicator al riscului de infecție. Aceasta nu trebuie confundată cu agranulocitoza.

## Cauze

### Afecțiuni medicale
Nivelul scăzut de celule albe poate fi cauzat de infecții virale acute, precum răceala sau gripa. Acesta a fost asociat cu chimioterapia, radioterapia, mielofibroza, anemia aplastică (incapacitatea de producție a celulelor albe, celulelor roșii și trombocitelor), transplantul de celule stem, transplantul de măduvă osoasă, HIV, SIDA și utilizarea de steroizi.
Alte cauze pentru nivelul scăzut de celule albe din sânge includ lupusul eritematos sistemic, limfomul Hodgkin, unele tipuri de cancer, febra tifoidă, malaria, tuberculoza, febra denga, infecțiile cu rickettsia, mărirea splinei, deficiența de acid folic, psitacoza, septicemia, sindromul Sjögren și boala Lyme. De asemenea, a fost dovedit că poate fi cauzat și de un deficit de anumite minerale, precum cupru și zinc.
Pseudoleucopenia poate apărea la debutul infecției. Leucocitele (în special neutrofilele, care reacționează primele în cazul unei afecțiuni) încep să migreze spre locul infecției, acolo unde pot fi scanate. Migrația lor duce la sporirea producției de leucocite de către măduvă osoasă atât pentru a combate infecția, cât și pentru a restabili nivelul de leucocite din circulație. Așadar, atunci când o mostră de sânge este prelevată la debutul infecției, aceasta conține o cantitate scăzută de leucocite, ceea ce este denumit „pseudoleucopenie”.

### Medicamente
Anumite medicamente pot modifica numărul și funcția celulelor albe din sânge.
Medicamente care pot provoca leucopenie includ clozapina, un antipsihotic cu un efect advers rar care ce duce la absența totală a tuturor granulocitelor (neutrofile, bazofile, eozinofile). Medicamentul antidepresiv și anti-dependență de fumat bupropionă poate provoca, de asemenea, leucopenie în cazul utilizării pe termen lung. Minociclina, un antibiotic prescris frecvent, este un alt medicament despre care se știe că provoacă leucopenie. În plus, există raportări de leucopenie cauzate de divalproex de sodiu sau acid valproic, medicament folosit pentru epilepsie (convulsii), manie (cu tulburare bipolară) și migrenă.
Medicamentul anticonvulsiv lamotrigină a fost asociat cu o scădere a numărului de celule albe.
Monografia FDA pentru metronidazol afirmă că acest medicament poate provoca leucopenie, iar o hemogramă completă este recomandată, înainte și după, în special, terapia cu doze mari.
Medicamentele imunosupresoare, precum sirolimus, micofenolat mofetil, tacrolimus, ciclosporină, leflunomidă și inhibitori TNF, sunt cunoscute ca fiind cauze ale leucopeniei. Interferonul folosit pentru tratarea sclerozei multiple, precum interferon beta-1a și interferon beta-1b, pot provoca, de asemenea, leucopenie.
Chimioterapia are ca țintă celule care cresc rapid, precum cele din tumori, dar poate afecta, de asemenea, celulele albe din sânge, deoarece acestea sunt caracterizate prin măduvă osoasă cât mai rapidă creștere. Un efect secundar comun al tratamentului pentru cancer este neutropenia, scăderea numărului de neutrofile (un tip specific de celule albe din sânge).
Nivelul scăzut de celule albe din sânge poate fi cauzat de toxicitate cu arsenic.

## Diagnostic
Leucopenia poate fi identificată printr-o hemogramă completă.
Mai jos sunt descrise valorile de referință pentru diferitele tipuri de leucocite din sânge.

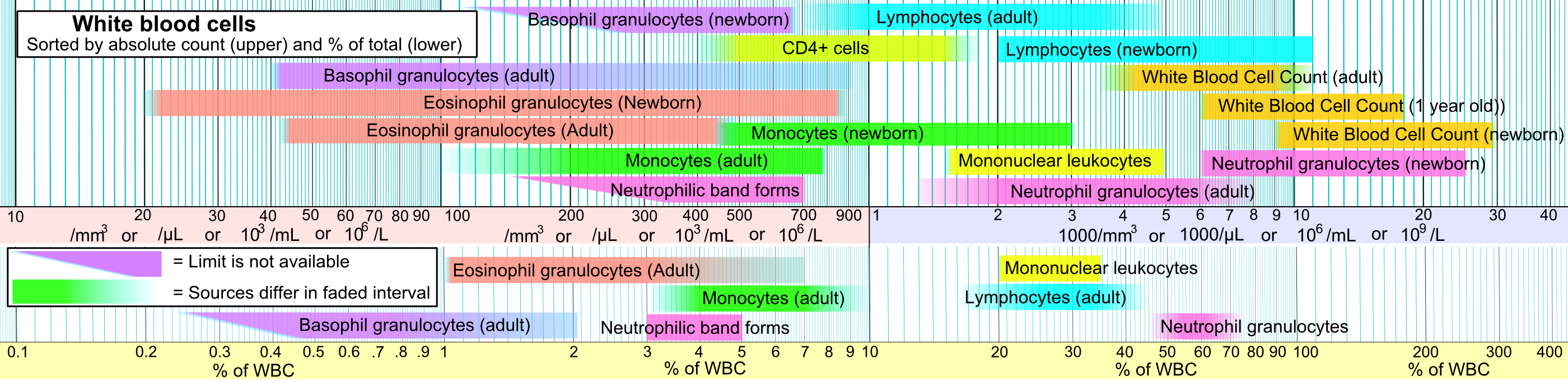